# 伊戈尔·马克维奇
伊戈尔·鲍里索维奇·马克维奇（俄语：Игорь Борисович Маркевич，羅馬化：Igor Borisovich Markevich，羅馬化：Ihor Borysovych Markevych；1912年8月9日—1983年3月7日），乌克兰指挥家，作曲家。两岁时就随家人移居到西欧，科尔托发现了他的音乐才能，带他到巴黎师从娜迪亚·布朗热。1929年他与谢尔盖·达基列夫合作，写了很多芭蕾音乐。二战后他停止作曲，从事指挥，先后在加拿大，瑞士，法国等地的乐团中任职。他的音乐作品受斯特拉文斯基和普罗科菲耶夫的影响较大，有丰富的节奏和音色。在指挥方面，他特别擅长诠释斯特拉文斯基和柴可夫斯基的作品。

## 作品節選

### 商業錄音
- (CD). DUO. Philips Coassics Productions. 1995. Barcode 028944614824.
- (CD). DUO. Philips Coassics Productions. 1993. Barcode 028943833523.

## 參看
- 古典音乐作曲家列表